# Черчивенто
Черчивенто (італ. Cercivento) — муніципалітет в Італії, у регіоні Фріулі-Венеція-Джулія,  провінція Удіне.
Черчивенто розташоване на відстані близько 520 км на північ від Рима, 120 км на північний захід від Трієста, 60 км на північ від Удіне.
Населення — 682 особи (2014).
Покровитель — san martino.

## Демографія
Населення за роками:

Станом на 1 січня 2023 року в муніципалітеті офіційно проживали 22 іноземці з 11 країн, серед них 10 громадян країн Євросоюзу та 1 громадянин України.

## Сусідні муніципалітети
- Палуцца
- Равасклетто
- Сутріо